# Міноміні (Вісконсин)
Міноміні (англ. Menominee) — місто (англ. town) в США, в окрузі Меноміні штату Вісконсин. Населення — 4255 осіб (2020).

## Демографія
Згідно з переписом 2010 року, у місті мешкали 4232 особи в 1318 домогосподарствах у складі 1014 родин. Було 2253 помешкання
Расовий склад населення:
| - 87,5 % — корінних американців - 10,7 % — білих - 0,4 % — чорних або афроамериканців |

До двох чи більше рас належало 1,3 %. Частка іспаномовних становила 4,2 % від усіх жителів.
За віковим діапазоном населення розподілялося таким чином: 32,6 % — особи молодші 18 років, 56,0 % — особи у віці 18—64 років, 11,4 % — особи у віці 65 років та старші. Медіана віку мешканця становила 31,4 року. На 100 осіб жіночої статі у місті припадало 98,3 чоловіків;  на 100 жінок у віці від 18 років та старших — 93,4 чоловіків також старших 18 років.
Середній дохід на одне домашнє господарство  становив 52 959 доларів США (медіана — 38 080), а середній дохід на одну сім'ю — 55 152 долари (медіана — 38 648). Медіана доходів становила 31 818 доларів для чоловіків та 32 014 долари для жінок. За межею бідності перебувало 35,8 % осіб, у тому числі 53,8 % дітей у віці до 18 років та 15,8 % осіб у віці 65 років та старших.
Цивільне працевлаштоване населення становило 1562 особи. Основні галузі зайнятості: освіта, охорона здоров'я та соціальна допомога — 30,3 %, мистецтво, розваги та відпочинок — 24,8 %, публічна адміністрація — 10,1 %, виробництво — 7,9 %.